# Бельгард, Валериан Александрович
Валериан Александрович Бельгард 2-й (6 (18) марта 1810 — 9 (21) февраля 1897) — российский генерал от инфантерии (с 26.11.1878), участник Кавказских походов.

## Биография
Родился в семье сына французского эмигранта-роялиста, пришедшего на русскую военную службу в конце XVIII века, А. А. Бельгарда.
Был выпущен 22 сентября 1830 года прапорщиком из Пажеского корпуса и направлен на службу на Кавказ. С 22 января 1832 года — подпоручик, с 28 января 1834 года — поручик, с 6 декабря 1838 года — штабс-капитан, с 20 июля 1840 года — майор армии. Был награждён орденом Св. Владимира 4-й степени с бантом (в 1836 или 1840); 27 апреля 1841 года за отличие в делах с горцами при ауле Ишкартлы получил орден Св. Георгия 4-й степени.
В подполковники произведён 8 апреля 1841 года и в декабре 1844 года назначен командующим Прагского пехотного полка.
В 1845 году принял участие в Даргинской экспедиции князя Воронцова, по окончании экспедиции получил 15 августа 1845 года чин полковника и орден Св. Анны 2-й степени (в 1854 году — императорскую корону к ордену).
С 10 января 1846 по февраль 1850 года был командиром Кубанского егерского полка; 23 сентября 1849 года произведён в генерал-майоры. С февраля 1850 года — командир 1-й бригады 20-й пехотной дивизии.
Во время Крымской войны с декабря 1854 года по январь 1857 года командовал 2-й резервной пехотной дивизией и осуществлял подготовительные мероприятия по обороне побережья Балтийского моря от возможной высадки англо-французского десанта.
С января 1857 по март 1862 — командующий 11-й пехотной дивизией, 30 августа 1858 года получил чин генерал-лейтенанта и орден Св. Станислава 1-й степени.
В 1861 году был награждён орденом Св. Анны 1-й степени с мечами.
С марта 1862 года — начальник 3-й гренадерской, с октября 1863 года — 2-й гренадерской дивизии; с января 1864 года командовал 7-й пехотной дивизией.
30 декабря 1863 года во уважение заслуг ему было пожаловано в вечное и потомственное владение из казённых участков 4257 десятин 588 саженей удобной и неудобной земли в Бугульминском уезде Самарской губернии.
В 1864 году награждён орденом Св. Владимира 2-й степени.
С декабря 1865 года — Динабургский комендант. В 1866 году ему пожалован майорат в Царстве Польском.
С 1872 года был членом Александровского комитета о раненых; в 1874 году стал кавалером ордена Белого Орла; 26 ноября 1878 года произведён в генералы от инфантерии, а через два года получил орден Св. Александра Невского, в 1891 году получил бриллиантовые знаки к ордену.
Скончался в 1897 году. Похоронен в селе Архангельское-Чашниково Зубцовского уезда Тверской губернии (бывший погост Михаила Архангела вблизи Веригино).

## Семья
Жена: Варвара Николаевна, урождённая Хвостова. У них было 10 детей:
- Николай (1849—1916), генерал-лейтенант.
- Наталья (1850—1929)
- Александр (1851—1909), стал монахом Свято-Троицкой Сергиевой Лавры с именем Авенир.
- Варвара (1852—1934), фрейлина Великой княгини Екатерины Михайловны (до 1894) и императрицы Александры Фёдоровны (после 1894). Воспитанница Смольного института всю свою жизнь посвятила благотворительности; была вице-председательницей Императорского Женского Патриотического Общества; за 25 лет беспорочной службы удостоена Высочайшего рескрипта и Мариинского знака отличия 1-й степени. Умерла в эмиграции во Франции, похоронена на кладбище Сент-Женевьев де Буа.
- Валериан (1855—1913), генерал-лейтенант, Орловский губернатор.
- Мария (1857—1941)
- Иван (1860—?), генерал от инфантерии
- Алексей (1861—1942), тайный советник, гофмейстер и сенатор
- Дмитрий (1863 — после 1914), член Московского окружного суда.
- Сергей (1867—?), подполковник